# بنجامين هاردين
بنجامين هاردين هو محامي وسياسي أمريكي، ولد في 29 فبراير 1784 في مقاطعة ويستمورلاند في الولايات المتحدة، وتوفي في 24 سبتمبر 1852 في باردستاون في الولايات المتحدة. نشط حزبياً في الحزب الجمهوري الديمقراطي. وقد انتخب عضو مجلس النواب الأمريكي ‏.